# Liang Na
Liang Na, född 116, död 150, var en kinesisk kejsarinna, gift med kejsar Han Shundi. Hon var Kinas regent från 144 till 150 som förmyndare för tre omyndiga kejsare efter varandra: 144-45 för kejsar Han Chongdi, 145-46 för kejsar Han Zhidi, och 146-50 för kejsar Han Huan.
Hon beskrivs som en duktig och kapabel regent, men hon ska ha stått under kraftigt inflytande av sin bror Liang Ji, som var mycket impopulär. Hon var den fjärde kvinna som styrt Kina som regent, efter Deng Sui. 